# 江西理工大学
江西理工大学（英語: Jiangxi University of Science and Technology）は、中国江西省贛州市に本部を置く中国の公立大学。1958年創立、1958年大学設置。
大学の略称は江理。2014年時点では、学校の面積は2266畝、建築面積は60万平方メートル、生徒数約3万余人、教職員1500余人。

## 略歴
- 1958年10月25日 - 江西理工大学の起源となる江西冶金学院を江西省人民政府が設立。
- 1962年3月 - 江西地質学院（部分）と贛南工学院を吸収合併する。
- 1988年 - 「南方冶金学院」と改称。
- 1998年 - 南昌有色金属工業学校を吸収合併する、南方冶金学院南昌校区設立。
- 2000年1月 - 江西省商業技工学校を吸収合併する、南方冶金学院西校区設立。
- 2004年 - 「江西理工大学」と改称。

## 基礎データ
- 所在地
  - 校本部（江西省贛州市章貢区紅旗大道86号）
  - 南昌校区（江西省南昌市昌北経開区双港東大街1180号）
  - 黄金校区（江西省贛州市客家大道156号）
  - 西校区（江西省贛州市宋城路83号）

- 校訓
  - 「志存高遠、責任為先」。校訓は諸葛亮の「勉侄書」に見える「夫志当存高遠」の名句に由来する。

- 校歌
  - 「我們従這裏啓航」。作詞：滕清安、賴章盛・作曲平遠。

## 組織
「学院」も「系」も日本の大学の学部にほぼ相当する。「学部」は「学院」と「系」の上の編成で、実体はなく、日本の「学部」とは位置付けが異なっている。妙訳がないのでそのまま記す。
- 資源と環境工程学院
- 建築と測絵工程学院
- 冶金と化学工程学院
- 材料科学と工程学院
- 機電工程学院
- 電気工程と自動化学院
- 信息工程学院
- 経済管理学院
- 文法学院
- 外語外貿学院
- 理学院
- 稀土学院
- 軟件学院
- 継続教育学院
- 応用科学学院
- 工程研究院

## 附属機関

### 附属図書館
- 江西理工大学図書館 - 蔵書数は全館合計で約200余万冊

## 大学の人物一覧

### 教授
- 学長：楊斌
- 党委書記：羅嗣海

### 歴代学長
| 任期                 | 名字   | 注 |
| -------------------- | ------ | -- |
| 1958年12月—1963年9月 | 李華封 |    |
| 1963年9月—1965年9月  | 胡麟   |    |
| 1965年9—1970年5月    | 潘剣飛 |    |
| 1970年5月—1973年4月  | 韓峰   |    |
| 1973年4月—1980年10月 | 胡恵之 |    |
| 1980年10年—1985年1月 | 呉錫璋 |    |
| 1985年1—1990年12月   | 斉鴻恩 |    |
| 1990年12月—1994年8月 | 姚踐謙 |    |
| 1994年8月—2004年9月  | 李満苗 |    |
| 2004年9月—2007年3月  | 熊正明 |    |
| 2007年3月—2013年7月  | 葉仁蓀 |    |
| 2013年7月—2015年5月  | 羅嗣海 |    |
| 2015年7月—           | 楊斌   |    |

### 歴代書記
| 任期                 | 名字   | 注 |
| -------------------- | ------ | -- |
| 1958年12月—1984年1月 | 韓峰   |    |
| 1984年1月—1999年11月 | 黄慶梅 |    |
| 1999年11月—2007年3月 | 李満苗 |    |
| 2007年3月—2013年4月  | 熊正明 |    |
| 2013年7月-2015年2月  | 葉仁蓀 |    |
| 2015年4月—           | 羅嗣海 |    |

### 卒業生
- 郭声琨：中華人民共和国公安部部長
- 熊維平：中国海洋石油総公司監事会主席
- 李徳水：国家統計局局長
- 李介車：吉林省人民政府副省長、吉林省人大常委会副主任
- 陳癸尊：江西省副省長、省人大常委会副主任
- 黄名鑫：江西省人大副主任
- 林武：中共湖南省委組織部常務副部長
- 陳茂生：国家安全生産監督管理局局長
- 王成雲：温州市副市長、温州市政協副主席
- 葉継革：浙江省衢州市市長、福建省三明市市委書記、福建省政協副主席
- 林衛国：福建省経貿委員
- 曾小平：天津市冶金工業局局長
- 張文：深圳市副市長
- 掲贛元：江西省委組織部副部長、江西省人事庁庁長
- 楊貴平：江西省科技庁副庁長
- 湯喬蔭：江西省公安庁原副庁長
- 程宗錦：江西省人事庁原副庁長
- 張錦文：江西省紀委組長
- 顧秋麟：浙江省紹興市委副書記
- 朱方生：江西省人事庁副巡視員
- 王小元：安徽省商務庁副庁長
- 汪子章：国家開発銀行行務委員
- 林軍：江西省鷹潭市副市長
- 王朝新：江西省萍郷市副市長
- 周志平：江西省宜春市副市長
- 徐葉林：甘粛省白銀市副市長
- 陳鳳珠：福建省三明市副市長
- 徐業志：安徽省馬鞍山市政協副主席
- 賴遠明：中国科学院技術科学部院士
- 楊春和：中国科学院成員
- 曾清華：物理学者

## 対外関係
2014現在、全部で6国7大学?機関と交流協定を結んでいる。
- アメリカ合衆国
  - ニューヨーク州立大学
  - カリフォルニア大学
- イギリス
  - en:Plymouth University
- カナダ
  - en:University of Prince Edward Island
- ドイツ
  - HTWK Leipzig Campus
- フランス
  - en:University of Toulouse
- 韓国
  - 全州大学校